# ساتوشي كيمورا
ساتوشي كيمورا (باليابانية: 木村 聡) (مواليد 6 أكتوبر 1983)، هو لاعب كرة قدم سابق كان يلعب كلاعب وسط.